# スターシュート
スターシュート（Star Shoot、1898年 - 1919年）とは、アイルランドで生産されたサラブレッドの競走馬である。のちにアメリカ合衆国で種牡馬となり、初代アメリカ三冠馬サーバートンなどの父となるなどの成功を収めた。

## 経歴

### 出生
1898年の春に、アイルランドにあるエアーフィールドロッジスタッドで生まれたサラブレッドである。優美なたてがみを備えた栗毛の馬体で、後脚2本に靴下のような大きめの白斑を持っていた。父はイギリス三冠馬アイシングラスで、同馬はその2世代目にあたる馬であった。
スターシュートは生まれて間もなくウイルスに侵され、その命が危ぶまれていた。生産者で同馬の所有者であったユーステイス・ローダーもこの仔馬が長く持たないと思っていたが、同牧場の馬丁であったダン・マクナリーが手厚い看護を施し、その後競走馬としてデビューできるまでに回復させた。マクナリーはスターシュートを毛布で包み、馬具室の焚火の前で添い寝をしながら、他の馬丁らととりとめのない会話をしてその時間を過ごしていたという。

### 競走馬時代
2歳になったスターシュートはジョン・ハギンズ調教師に預けられ、そこで競走馬としての手ほどきを受けた。競走馬としてのデビュー戦は1900年6月6日、マンチェスター競馬場で行われたサマーブリーダーズフォールズプレート（Summer Breeders' Foal Plate）であった。初の出走にも拘らず、実績馬であったプリンセスメルトンという馬から1馬身だけ離された2着に食い込んでいる。
その8日後にはアスコット競馬場に赴き、出走したニューステークス（New Stakes）では勝ち馬ベイメルトンに遅れること3着に終わった。それから9日後の6月23日、サンダウンパーク競馬場のブリティッシュドミニオン2歳プレート（British Dominion Two-Year-Old Plate）において、スターシュートは初勝利を挙げた。
それから1週間後のハーストパークフォールプレート（Hurst Park Foal Plate）では134ポンドを積まれながらも勝ちを挙げ、その次走アークロイヤル（Arc Royal）でも2着に入った。その後7月後半まで休養を入れ、復帰明けに登録されたのがサンダウンパークの大一番、ナショナルブリーダーズプロデュースステークス（National Breeders' Produce Stakes）であった。ジョニー・リーフを鞍上に迎え、それまでの最高斤量となる135ポンドを積んでの出走となったが、最後には以前に敗れたベイメルトンを3着に破って、126ポンドの軽ハンデ馬・イアンと同着で優勝を手にした。
しかしこの優勝を最後に、スターシュートは勝ちからどんどんと遠ざかっていくことになる。翌戦のチャンピオンブリーダーズビニアルフォールステークス（Champion Breeders Biennial Foal Stakes）では牝馬サジッタに敗れて初の着外を喫し、シャンペンステークスではオーキッドという馬に敗れて3着に終わった。ニューマーケット競馬場で行われた2歳戦の大一番・ミドルパークプレートでは善戦したが、勝ち馬フロリフォームと2着馬オーキッドにクビ差で敗れて3着でその年を終えた。
翌年にはクラシック戦線への出走が見込まれていたが、冬の頃になってスターシュートの息遣いがおかしくなり、競走能力への影響が危惧された。このため3歳シーズンの初戦は夏までずらされ、クラシックは断念せざるを得なかった。しかし、休養明けに出走したトリエニアルステークス（Triennial Stakes・アスコット）では着外、次のミッドサマーダービー（Midsummer Derby・ニューマーケット）でも着外に沈んだ。
スターシュートはミッドサマーダービーで敗れたのを最後に、競走生活を引退した。生涯成績は10戦3勝・2着1回であった。

## 引退後

### 種牡馬になるまで
引退後は牧場に戻り、そこで種牡馬となるはずであった。しかし、スターシュートが呼吸疾患を持っていることはイギリス中の生産者たちにもすでに広く知られており、かつてのオーモンド同様にその症状が産駒に遺伝することが危惧され、イギリスでの種牡馬としてのは非常に困難であった。またスターシュートは脚の弱さが指摘されており、これもまた敬遠される要因となった。こちらの特徴は呼吸器疾患と違って、実際に産駒に遺伝している。
さらにこの当時、オーストラリアの血統研究家ブルース・ロウが研究発表したファミリーナンバーの概念が生産界にも伝えられていた。それによれば、スターシュートの属する9号族（後に9-f分枝に分類される）は名種牡馬の出ない牝系であり、つまりスターシュートが種牡馬として成功しないことが予測されていた。
このような要因からイギリスでの種牡馬入りは困難なものとなり、結果としてスターシュートはアメリカ合衆国へと輸出されることになった。1901年、ジョン・ハニングという人物の手によって一度買い取られて輸出の段取りが組まれ、ケンタッキー州パリのラニーメードファームへと送られた。

### 種牡馬としての成功
1902年より供用開始され、この初年度産駒から早くも成功を収めた。1908年にはアメリカの上位種牡馬20頭のリストにランクインし、以後1923年までリストから漏れることがなかった。そして1911年には初のアメリカリーディングサイアーを獲得、その後1912年・1916年・1917年・1919年にもリーディングを獲得している。リーディングを取れなかった年も、2位（1914年・1915年・1921年）や3位（1913年・1918年）などの好位を常に保つ堅実な成績を収めた。
スターシュートは用意された繁殖牝馬の質と関係なしに有能な競走馬を量産した。産駒も牡馬・牝馬ともに活躍し、また短距離や芝などあらゆる方面で大成した産駒を出したことも成功の要因であった。2歳戦に強い産駒も多く、供用時は常に2歳リーディングサイアーを保ち続けた。ラニーメードファーム時代に生産された主な産駒に、ケンタッキーオークス勝ち馬のウィングティングなどがいる。
スターシュートは1912年11月にジョン・エドワード・マッデンによって買い取られ、マッデンの持つハンバーグプレイスファームへと移動した。ラニーメードファーム時代は毎年平均で28頭の種付けを行っていたが、規模の大きなハンバーグプレイスでは種付け頭数が激増し、移籍翌年だけでも90頭の種付けをこなし、52頭の産駒を出している。この52頭のうち36頭が勝ちあがり、うち11頭がステークス競走勝ち馬となっている。スターシュートが生涯で送りだしたステークス競走勝ち馬61頭のうち、34頭がマッデンのもとで生産されたものであった。

### 代表的な産駒
ウィングティング
Wing Ting、1904年生、牝馬、母ヴァンアクラ
ラニーメードファームで供用されていた最初期の生産馬で、1907年のケンタッキーオークスに優勝した。繁殖牝馬としては産駒をほとんど出すことができなかったが、牝馬の一頭メアリーベルから先の牝系にはステークス競走勝ち馬を数頭出している。
ケンタッキーボー
Kentucky Beau、1904年生、せん馬、母ケンタッキーベル
母ケンタッキーベルはラニーメードファームに繋養されていた牝馬で、ハノーヴァーの全妹にあたる馬であった。ケンタッキーベルはスターシュートとの4度交配され、4頭の牡馬を出している。
ケンタッキーボーはその4頭の中での出世頭で、シャンペンステークスやディキシアナステークスなどステークス競走4勝を挙げた。ただ兄弟揃っていずれも去勢されており、これらが種牡馬となることはなかった。
アンクル
Uncle、1905年生、牡馬、母ザニース
ラニーメードファーム時代にマッデンが種付け依頼をして配合させた馬で、生産者名義はマッデンのものである。綺麗な栗毛の馬体を父から受け継いだが、一方で脚の弱さも受け継いでおり、競走能力に大きな支障をきたしていたという。
1歳時にサム・ヒルドレス調教師に30000ドルで売られて競走馬となった。同期はコリンやケルト、フェアプレイなどの後の名馬がひしめく世代であったが、アンクルは2歳時のサラトガスペシャルで後の最強馬コリンに1馬身差まで迫っての2着に健闘した。しかしそれから数日後の調教中に故障し、翌年の秋まで復帰に向けて取り組まれたものの、結局出走できずに引退した。生涯成績は12戦7勝。
スターチャーター
Star Charter、1908年生、牡馬、母チャータークイーン
母チャータークイーンはラニーメードファームに繋養されていた牝馬で、牝馬ジャコネットの2x2（半兄妹同士の配合）という強烈なインブリードを持つ馬であった。
3歳時にはクラークハンデキャップやラトニアカップ、4歳時にはウッドバイン競馬場のオータムハンデキャップなどを制し、その年の賞金王に輝いた。せん馬ではなかったが、記録上は種牡馬として産駒を残していない。
エディーエム
Addie M.、1911年、牝馬、母ブレイクウォーター
ラニーメードファーム時代に出した最後の大物で、1914年のアラバマステークスに優勝した。半姉にランニングウォーター（1903年生・父サーディクソン）もアラバマステークスを勝っており、姉妹での制覇という珍しい例になった。このほかにもエクセルシオールハンデキャップ連覇など、ステークス競走5勝を挙げている。
繁殖牝馬としては仔出しが悪く、成績はほとんど挙がらなかった。
ウィストフル
Wistful、1914年生、牝馬、母ウィットフル
ハンバーグプレイスファームでの初年度産駒の一頭で、第1回コーチングクラブアメリカンオークスに優勝した。繁殖牝馬としては5頭の産駒を産み、うち4頭が勝ちあがりを決めたが、それ以上の結果および牝系子孫は残らなかった。
このほかハンバーグプレイスファームの同期には、マンハッタンハンデキャップに勝ったスターゲイザー、キーンメモリアルステークスに勝ったアイボリーブラック、クイーンズカウンティハンデキャップなどに優勝したスターマスター（いずれも牡馬）などがいる。
フェアリーワンド
Fairy Wand、1914年生、牝馬、母カウンテスワンダ
上記の馬たちと同じく、ハンバーグプレイスでの初年度産駒にあたる。生涯で60戦して13勝を挙げ、ガゼルハンデキャップなどのステークス競走にも優勝した。
繁殖牝馬としても優れた成績を残し、1925年生まれの牡馬ジニー（父マンノウォー）はドワイヤーステークスなどに優勝、1928年生まれの牡馬エピセット（父エピナード）はホープフルステークスなどを勝っている。
サーバートン
Sir Barton、1916年 - 1937年、牡馬、母レディースターリング
スターシュートの代表産駒として最も有名な競走馬である。
2歳時にジョン・ケネス・ラソン・ロスに売却され、以後しばらくは不遇な時代を過ごすものの、ペースメーカーとして出走したケンタッキーダービーを逃げ切って優勝、さらにプリークネスステークスとベルモントステークスに優勝し、現代におけるアメリカクラシック三冠を最初に達成した馬となった。1957年にアメリカ競馬殿堂入り、さらに1976年にはカナダ競馬殿堂入りも果たした。
オーダシアス
Audacious、1916年生、牡馬、母ボールドガール
3歳時からモンタギューハンデキャップなどで勝ちを挙げていた競走馬であったが、年を経るにつれて能力がさらに向上した晩成の馬であった。
8歳まで競走を続け、サバーバンハンデキャップやクラークハンデキャップなどで優勝、また1920年・1921年にはカーターハンデキャップを連覇している。1921年にはベルモントパーク競馬場のミネオラハンデキャップにおいて、ダート1マイル（約1609メートル）1分35秒60のアメリカレコード記録を樹立した。
グレイラグ
Grey Lag、1918年 - 1942年、牡馬、母ミスミニー
マッデン自身が競走に使った馬ではなかったが、マッデンは後に「自身が生産した中で最高の馬だ」と同馬を評していた。
2歳時にはシャンペンステークス、3歳時にはベルモントステークスに優勝し、以後も当時の強豪エクスターミネーターなどを破りながら連勝劇を繰り広げ、1921年のアメリカ年度代表馬に選出された。1957年にアメリカ競馬殿堂入りを果たしている。

### 後継種牡馬
後継の種牡馬も多数出ており、33頭が種牡馬として登録されていたという。しかし、それらの後継種牡馬は総じて成功せず、その父系はすでに主要競走の世界からは途絶えてしまった。
特に競走馬として派手な活躍した産駒が、種牡馬として成功しなかったことが大きい。最も活躍したサーバートンはケンタッキーオークス優勝馬イースタンストッキングス（1925年生・牝馬）がいる程度で、一応ながら後継種牡馬もいるものの、今日においてはそれらの活躍は見られない。グレイラグに至っては種付け能力が非常に弱く、わずか19頭の産駒を出しただけでそれ以降種付けができなくなった上に、再び競走馬として復帰させられている。オーダシアスもステークス競走勝ち馬は少なく、いずれも目立った産駒はいない。
その一方で、2歳時で引退に追い込まれたアンクルは例外的に成功を収めた。産駒の中でも特にケンタッキーダービーなどに優勝したオールドローズバド（1911年生・せん馬）が有名で、同馬は後にアメリカ競馬殿堂入りを果たしている。このほか、ブルーグラスステークス勝ち馬ステップアロング（1922年生・牡馬）、カリフォルニアダービー優勝馬ヴィクトワイア（1920年生・牝馬）などを出した。もっともこの父系も長く続かず、後世に残ることはなかった。
またアンクルは母の父としても優れていた。もっとも顕著なものが1916年生まれのアンクルズラッシーで、同馬はクレーミングステークス競走に優勝した程度の戦績であったが、繁殖入り後、ケンタッキーダービー馬クライドヴァンデュッセンを含む5頭のステークス競走勝ち馬を出した名牝となった。さらにその牝系は拡大し、スワップスやアイアンリージなどを輩出するアメリカンナンバーA4の一大勢力を築き上げている。

### 母父としての成績
一方のスターシュートもまた母父として少なからぬ影響力を持っていた。1924年から1926年、および1928年と1929年の5年度において、スターシュートはアメリカリーディングブルードメアサイアーの座を獲得している。母として優れた産駒は、総じて競走馬としては大成しなかったものばかりであった。
1916年生まれの牝馬スターファンシーは未出走のまま引退した牝馬で、そのまま繁殖に上がった。そのスターファンシーとマンノウォーの間に儲けられた1923年生まれの牡馬がクルセイダーで、後にベルモントステークスを優勝、さらにサバーバンハンデキャップ連覇などの輝かしい戦績を残し、後年アメリカ競馬殿堂入りを果たすなど、スターシュートの母父実績の中でも最良のものとなった。
1910年生まれのクリスマススターはエディーエムの全姉にあたるが、競走成績はまったく残さなかった馬であった。しかし繁殖入り後はトラヴァーズステークス勝ち馬マーズ（1923年生・牡馬・父マンノウォー）などを出し、同馬を所有したウォルター・M・ジェフォーズの牧場を支える基礎繁殖牝馬となった。
1907年生まれの牝馬リヴォニアは、競走馬時代にグレートイースタンハンデキャップとウィローハンデキャップに勝った馬であった。その牝系はしばしばクラシック馬が出ている名門牝系で、リヴォニアもその例に漏れずに1915年のベルモントステークス優勝馬・ザフィンを生んでいる。ザフィンは他にもウィザーズステークスなどに優勝し、また種牡馬としてもゼヴなどのクラシックホースに恵まれ、1923年のアメリカリーディングサイアーになっている。
1904年生まれの牝馬マインドフルは後のクレイボーンファーム総帥アーサー・ハンコックに購入され、1918年にケアフル（父ラック）という名の牝馬を産んだ。同馬は2歳戦でその能力を発揮し、3歳時もピムリコオークスなど牝馬路線の競走を総なめにした。後年に1920年の最優秀2歳牝馬として選定され、ハンコックの生産した初の受賞牝馬となった。ハンコックはこのスターシュート産駒牝馬とラックの組み合わせを他にも試しており、1917年に生まれた牡馬ブレイゼズ（母ブレイジングスター、デラウェアハンデキャップなどに優勝）もそのうちの一頭であった。
スターシュート産駒の中でも、産駒の勝ち上がりの面で特に優れていた繁殖牝馬として、1918年生のデイライトセービングの名が挙がる。同馬は10頭の産駒を産み、そのうち8頭が勝ち上がりを決め、さらに4頭がステークス競走勝ち馬となった。出世頭は1929年生の牡馬ガスト（父アメリカンフラッグ）で、アメリカンダービーやジョッキークラブゴールドカップなどで優勝、1932年には同年の獲得賞金王に輝いた。
このほかでは、ホープフルステークスやメトロポリタンハンデキャップなどに勝ったジャックハイ（1928年生・牡馬・父ジョンピーグライアー）、サバーバンハンデキャップ勝ち馬のロックミンスター（1919年生・牡馬・父フライアーロック）、トラヴァーズステークスで大番狂わせを演じたジムダンディ（1927年生・牡馬・父ジムガフニー）などがいる。

### 死没
22歳になった1919年の11月19日、正午を少し過ぎた頃にスターシュートは倒れ、そのまま起き上がることはなかった。死因は肺炎であった。
その遺骸はレキシントン郊外のウィンチェスター通りに面した、ハンバーグプレイスファームの持つ小さな墓地に葬られている。

## 評価

### 年度別競走成績
※当時はグループ制未導入
1900年（2歳） 8戦3勝
ブリティッシュドミニオン2歳プレート、ハーストパークフォールプレート、ナショナルブリーダーズプロデュースステークス
2着 - アークロイヤル
1901年（3歳） 2戦0勝

### 種牡馬成績
- 1911年・1912年・1916年・1917年・1919年 - アメリカリーディングサイアー
- 1924年-1926年・1928年・1929年 - アメリカリーディングブルードメアサイアー

### 表彰
- フォートエリー競馬場に、同馬の名を冠した「スターシュートステークス」（国内産馬限定戦）が創設される。

## 血統

### 血統表
| スターシュートの血統（バードキャッチャー系（エクリプス系）／Newminster 3x5=15.63%） | スターシュートの血統（バードキャッチャー系（エクリプス系）／Newminster 3x5=15.63%） | スターシュートの血統（バードキャッチャー系（エクリプス系）／Newminster 3x5=15.63%） | （血統表の出典）        | （血統表の出典）     |
| 父 Isinglass 1890 青鹿毛 イギリス                                                   | 父の父Isonomy 1875 鹿毛 イギリス                                                    | Sterling                                                                            | Oxford                  | Oxford               |
| 父 Isinglass 1890 青鹿毛 イギリス                                                   | 父の父Isonomy 1875 鹿毛 イギリス                                                    | Sterling                                                                            | Whisper                 |                      |
| 父 Isinglass 1890 青鹿毛 イギリス                                                   | 父の父Isonomy 1875 鹿毛 イギリス                                                    | Isola Bella                                                                         | Stockwell               | Stockwell            |
| 父 Isinglass 1890 青鹿毛 イギリス                                                   | 父の父Isonomy 1875 鹿毛 イギリス                                                    | Isola Bella                                                                         | Isoline                 |                      |
| 父 Isinglass 1890 青鹿毛 イギリス                                                   | 父の母Dead Lock 1878 栗毛 イギリス                                                  | Wenlock                                                                             | Lord Clifden            | Lord Clifden         |
| 父 Isinglass 1890 青鹿毛 イギリス                                                   | 父の母Dead Lock 1878 栗毛 イギリス                                                  | Wenlock                                                                             | Mineral                 |                      |
| 父 Isinglass 1890 青鹿毛 イギリス                                                   | 父の母Dead Lock 1878 栗毛 イギリス                                                  | Malpractice                                                                         | Chevalier Dindustrie    | Chevalier Dindustrie |
| 父 Isinglass 1890 青鹿毛 イギリス                                                   | 父の母Dead Lock 1878 栗毛 イギリス                                                  | Malpractice                                                                         | The Dutchmans Daughter  |                      |
| 母 Astrology 1887 栗毛 イギリス                                                     | 母の父Hermit 1864 栗毛 イギリス                                                     | Newminster                                                                          | Touchstone              | Touchstone           |
| 母 Astrology 1887 栗毛 イギリス                                                     | 母の父Hermit 1864 栗毛 イギリス                                                     | Newminster                                                                          | Beeswing                |                      |
| 母 Astrology 1887 栗毛 イギリス                                                     | 母の父Hermit 1864 栗毛 イギリス                                                     | Seclusion                                                                           | Tadmor                  | Tadmor               |
| 母 Astrology 1887 栗毛 イギリス                                                     | 母の父Hermit 1864 栗毛 イギリス                                                     | Seclusion                                                                           | Miss Sellon             |                      |
| 母 Astrology 1887 栗毛 イギリス                                                     | 母の母Stella 1879 鹿毛 イギリス                                                     | Brother to Strafford                                                                | Young Melbourne         | Young Melbourne      |
| 母 Astrology 1887 栗毛 イギリス                                                     | 母の母Stella 1879 鹿毛 イギリス                                                     | Brother to Strafford                                                                | Gameboy Mare            |                      |
| 母 Astrology 1887 栗毛 イギリス                                                     | 母の母Stella 1879 鹿毛 イギリス                                                     | Toxophilite Mare                                                                    | Toxophilite             | Toxophilite          |
| 母 Astrology 1887 栗毛 イギリス                                                     | 母の母Stella 1879 鹿毛 イギリス                                                     | Toxophilite Mare                                                                    | Maid of Masham F-No.9-f |                      |

### 母について
母アストロロジーはイギリスで生産された競走馬で、ハーミットの所有者でもあったヘンリー・チャップリンの所有馬であった。競走馬としては2歳時に5戦して未勝利に終わった馬で、モリニュステークスというステークス競走で3着に入ったことが戦績と呼べる唯一のものであった。
後にローダーに450ギニーで購入され、エアーフィールドロッジスタッドで繁殖牝馬となった。1910年（23歳）に亡くなるまでに14頭の産駒を生み、スターシュートを含めてステークス競走勝ち馬を2頭出している。
また、同馬から伸びた牝系からフランスクラシック馬などが出ている。主な子孫に、ジョッケクルブ賞優勝馬のプランシュヴァリエ（Prince Chevalier、1943年生・牡馬・父プリンスローズ）、プール・デッセ・デ・プーランを優勝したアステラス（Astérus、1924年生・牡馬・父テディ）などがいる。

## 備考
1. ↑  実際にはそのようなことはなく、9号族からはナスルーラやブルリーといった歴史的種牡馬も出ている。またスターシュートの母アストロロジーの牝系からも、フランスリーディングサイアーを獲得したアステラスなどが出ている。しかし当時はこの偏見に苦しめられた馬も多く、そのうちの一頭にはシリーンも含まれていた。スターシュートの輸出は、このシリーンの輸出に次ぐ失敗として後にイギリスの生産者を大いに嘆かせた。
2. ↑  ただし、2頭立ての競走である。